# Мермельштейн против Института пересмотра истории
Мермельштейн против Института пересмотра истории (англ. Mel Mermelstein v. Institute for Historical Review) — судебный процесс в США, проходивший с 1981 по 1985 год.
В 1979 году организация отрицателей Холокоста «Институт пересмотра истории» (ИПИ) пообещала выплатить 50 тысяч долларов тому, кто сможет представить доказательства убийства евреев в газовых камерах в период Второй мировой войны. Бывший узник концлагеря Освенцим Мел Мермельштейн в 1980 году представил нотариально заверенный документ, что он лично был свидетелем таких убийств. Однако ИПИ отказался признать это доказательством и платить вознаграждение. В январе 1981 года Мермельштейн подал в суд на ИПИ в связи с невыполнением контракта и причинением морального вреда.
В 1985 году суд принял решение в пользу Мермельштейна и постановил, что ИПИ должен выплатить ему 90 тысяч долларов и принести официальные извинения. Важным событием стало вынесенное в рамках дела решение о судейской осведомлённости, что убийство нацистами евреев в газовых камерах Освенцима — это неоспоримый исторический факт, не требующий отдельного доказывания.

## Конфликт
В 1979 году калифорнийский «Институт пересмотра истории», известный своей активной деятельностью по отрицанию Холокоста, организовал провокационный конкурс. Они публично пообещали 50 тысяч долларов любому, кто предоставит доказательства того, что евреев убивали с помощью отравляющего газа в Освенциме и, среди прочего, разослали такие предложения ряду американских евреев, переживших Холокост. Директор ИПИ Дэвид Маккалден (он же Льюис Брендон) заявил, что «доказательства [для конкурса] будут оцениваться по тем же стандартам, что и доказательства в уголовном суде США, а не по стандартам Нюрнбергского процесса». Для ИПИ это не был настоящий конкурс, скорее это было средство насмешки над выжившими и еврейской общиной и рекламный трюк с целью привлечения внимания и они не предполагали, что рискуют заплатить эту сумму.
Среди адресатов, получивших письмо в 1980 году, оказался Мел Мермельштейн, 55-летний предприниматель из Южной Калифорнии и выживший узник Освенцима, активно выступавший против отрицания Холокоста. Полученное письмо сильно потрясло Мела Мермельштейна. Он утверждал, что ночью ему стали сниться кошмары, напоминающие пребывание в Освенциме. Мермельштейн счёл письмо издевательством и заявил: «Я не позволю над собой насмехаться. Мы бездействовали в Европе — больше этого не будет!»
Мермельштейн решил бороться с отрицателями Холокоста в суде. С юридической точки зрения это была сложная задача. Американское законодательство жёстко защищает свободу слова, даже если высказывания причиняет кому-то страдания. Уголовное преследование исключалось из-за Первой поправки Конституции США. Мермельштейн мог подать в гражданский суд иск о намеренном причинении морального вреда. Этот путь имел потенциал создать прецедент для будущей борьбы с отрицателями Холокоста, но был сопряжён с трудностями. Ему пришлось бы доказать, что действия ИПИ были оскорбительными и нанесли ему вред. Однако американские суды часто рассматривают подобные случаи через призму свободы слова, особенно если действия имеют политический подтекст. Учитывая, что отрицание Холокоста носило явно политический характер, этот путь был рискованным, особенно после недавнего решения суда по делу Скоки, поддержавшему право нацистов открыто выражать свои взгляды. Мермельштейн решил принять участие в конкурсе ИПИ и добиться победы в этом деле. Его устраивали оба варианта — как признание доказательств убийств евреев со стороны ИПИ, так и отказ в этом признании. Во втором случае Мермельштейн получал возможность оспаривать отказ в суде.
В августе 1980 года Мермельштейн опубликовал письмо в газете The Jerusalem Post, где предложил представителям ИПИ посетить Освенцим, чтобы он лично показал им места «убийства мужчин, женщин и маленьких детей в газовых камерах». В ответ ИПИ 20 ноября официально предложил ему участие в конкурсе. В письме Мермельштейну ИПИ заявил, что если не получит от него ответ, то опубликует этот факт в СМИ, включая The Jerusalem Post. При этом, учитывая, что срок объявленного конкурса формально истёк, ИПИ фактически возобновил его персонально для Мермельштейна. Мермельштейн принял вызов. В середине декабря 1980 года адвокат Мермельштейна Уильям Джон Кокс отправил в ИПИ заполненную анкету. К ней прилагался нотариально заверенный документ, что Мермельштейн лично был свидетелем, как 22 мая 1944 года нацисты отправили его мать и двух сестёр в газовую камеру номер пять в Освенциме.
В конце января 1981 года ИПИ сообщил Коксу, что отложил рассмотрение заявления Мермельштейна. После этого 19 февраля Кокс от имени Мермельштейна подал иск в Верховный суд округа Лос-Анджелес, обвинив ИПИ в нарушении контракта, связанным с публичным обещанием награды. Мермельштейн добавил к своей жалобе три жалобы о правонарушениях: преднамеренное причинение морального вреда, клевету и оскорбительное отрицание установленного факта. Изначальная сумма иска составила 17 млн долларов. Ответчиками по иску были кроме ИПИ также три тесно связанных с ним организации — Лобби свободы, «Легион за выживание свободы» (соавтор письма) и Noontide Press и два физических лица — Уиллис Карто (учредитель ИПИ) и Элизабет Карто (жена Уиллиса Карто и секретарь «Легиона за выживание свободы»).

## Судебный процесс
В июне 1981 года Кокс подал в суд два ходатайства. В первом он просил суд принять решение о судейской осведомлённости относительно Холокоста. Принятие такого решения означало выполнение Мермельштейном условий конкурса. Во втором ходатайстве Кокс просил суд о вынесении решения в порядке упрощённого судопроизводства по иску о нарушении контракта. Однако юристы ИПИ отрицали заключение контракта, настаивая, что письмо Брендона было приглашением, а не офертой и что у Брендона не было полномочий на такой контракт. Ходатайство Кокса о вынесении решения в порядке упрощённого судопроизводства было отвергнуто судом. А главную роль в деле сыграло принятие судейской осведомлённости.

### Решение о судейской осведомлённости
Ключевым стало решение судьи Томаса Т. Джонсона (англ. Thomas T. Johnson) принять судейскую осведомлённость (англ. judicial notice), что Холокост — факт, не подлежащий сомнению и что летом 1944 года евреев убивали отравляющим газом в Освенциме. Судейская осведомлённость — это юридическая концепция, в рамках которой суд признаёт общеизвестные факты без необходимости их доказательства в ходе разбирательства. Хотя опора на судейскую осведомлённость предусмотрена Федеральными правилами доказывания, но такое решение является редкостью для американской системы, ориентированной на представление доказательств обеими сторонами.
Документы, приложенные к ходатайству Кокса, занимали почти 300 страниц. Один только раздел «Обзор литературы» занимал 34 страницы. Основной объём доказательств занимали показания охотников за нацистами, исследователей Холокоста и прокуроров по нацистских военным преступлениям, использовались словарные определения и цитаты из энциклопедии Британника.
Кокс стремился сделать историю Холокоста более известной и понятной американцам, что было важно в то время, когда информация о нём только начинала распространяться в обществе. Он цитировал материалы Нюрнбергского процесса, Франкфуртского суда над охранниками Освенцима, работы Гидеона Хауснера и Джона Толанда. В анализе Кокс опирался на утверждения экспертов, например Симона Визенталя, который подчёркивал, что осуждённые нацисты никогда не отрицали существование газовых камер. Кокс привёл слова историка Исраэля Гутмана, что серьёзные исследователи изучают мотивацию и действия участников событий, в отличие от отрицателей Холокоста, сводящих вопрос к существованию газовых камер, что является бесспорным историческим фактом. Завершая свою аргументацию, Кокс напомнил предостережение Джорджа Сантаяны о важности сохранения памяти о прошлом, чтобы избежать его повторения.
Адвокат ИПИ Ричард Фузилер (англ. Richard Fusilier) в ответном докладе раскритиковал Нюрнбергский процесс и сослался на исходное условие конкурса, по которому доказательства должны были оцениваться по американским уголовным стандартам. Он считал недопустимым ссылаться на материалы трибунала и поставил под сомнение правомерность судейской осведомлённости, которое, по его мнению, нарушало право ответчика на суд присяжных. Фузилер утверждал, что факты должны быть «авторитетно урегулированы», ссылаясь на дело «Коммунистическая партия Америки против Пика», где суд отказался принять судейскую осведомлённость о позиции Коммунистической партии. Он также заявил, что существование отрицания Холокоста демонстрирует, что факты по данной теме не были окончательно установлены. По его мнению, поддержка одной версии истории через судейскую осведомлённость угрожает свободному обществу, так как исторические факты подвержены искажениям и спорам.
По сравнению с аргументами сторон текст выступления судьи был очень кратким. 9 октября 1981 года судья Джонсон постановил, что Холокост — это бесспорное историческое событие, подтверждённое огромным количеством доказательств, включая свидетельства очевидцев, документы нацистов и выводы Нюрнбергского трибунала:

Суд принимает во внимание тот факт, что евреи были отравлены газом в концентрационном лагере Освенцим в Польше летом 1944 года. Это не является предметом для спора. Этот факт может быть немедленно и точно установлен путем обращения к источникам несомненно неоспоримой точности. Это просто факт.
Оригинальный текст (англ.)This court does take judicial notice of the fact that Jews were gassed to death at Auschwitz concentration camp in Poland during the summer of 1944. It is not reasonably subject to dispute. And it is capable of immediate and accurate determination by resort to sources of reasonably indisputable accuracy. It is simply a fact.

### Итог
Приняв судейскую осведомлённость, судья перевёл спор с обсуждения реальности Холокоста на тему нарушения контракта и морального вреда, нанесённого истцу. Дело затянулось до 1985 года. ИПИ, понимая, что растущие судебные издержки и потенциальный судебный вердикт могут привести организацию к банкротству, предложил Мермельштейну соглашение о выплате компенсации. 5 августа 1985 года суд в лице судьи Роберта Венке (англ. Robert L. Wenke) утвердил соглашение и постановил, что ответчики обязаны солидарно выплатить Мермельштейну 90 тысяч долларов в рассрочку в течение 3 месяцев: 50 тысяч как вознаграждение, обещанное в их объявлении, и 40 тысяч в качестве компенсации за моральный ущерб.
Также ответчиков обязали принести Мермельштейну письменные извинения. Текст письма гласил:

Каждый из ответчиков настоящим официально и в соответствие с формальной процедурой приносит извинения г-ну Мелу Мермельштейну, выжившему в Аушвице-Биркенау и Бухенвальде, и всем другим выжившим в Аушвице за боль, муки и страдания, которые он и все другие выжившие в Аушвице испытали в связи с предложением вознаграждения в размере 50 000 долларов за доказательство того, что «евреев травили газом в газовых камерах в Аушвице».
Оригинальный текст (англ.)Each of the answering defendants do hereby officially and formally apologize to Mr. Mel Mermelstein, a survivor of Auschwitz-Birkenau and Buchenwald, and all other survivors of Auschwitz for the pain, anguish and suffering he and all other Auschwitz survivors have sustained relating to the $50,000 reward offer for proof that "Jews were gassed in gas chambers at Auschwitz".

Обе стороны заявили, что довольны результатами суда. «Я в восторге и испытываю облегчение… Они сдались» сказал Мермельштейн. Директор ИПИ Том Марселус сказал, что они получили наилучшее решение из возможных. Мы «приносим извинения выжившим в Освенциме за боль, которая могла быть связана с нашим предложением о вознаграждении», сказал Марселус. Однако ИПИ не отказался от своей позиции и не согласился с «нелепым» решением о судейской осведомлённости относительно убийств нацистами евреев в газовых камерах.

## Значение дела и последствия
Дело Мермельштейна было уникальным случаем в американской судебной практике, где традиционно состязательная система права временно уступила место элементам континентальной правовой системы. США исторически придерживаются состязательной модели правосудия, где стороны представляют свои доказательства, а нейтральное жюри или судья оценивает их. Обычно судейская осведомлённость ограничивается теми фактами, которые находятся за пределами кругозора среднестатистического члена жюри, чтобы избежать ситуации с выносом присяжными вердикта, «противоречащего здравому смыслу». Профессор Школы права из Университета Сент-Томаса в Миннесоте Роберт Кан отмечал, что в континентальной Европе правовая система позволяет судьям брать на себя активную роль в установлении фактов, что упрощает доказательство очевидных исторических событий. Однако в США суды редко используют такую возможность, оставляя стороны свободными в выборе своих аргументов. Тем не менее, дело Мермельштейна стало исключением из этого правила.
Победа досталась истцу относительно просто после принятия судейской осведомлённости. Роберт Кан писал, что это произошло, «во многом из-за необычной правовой позиции дела (гражданское дело о нарушении контракта, а не уголовное разбирательство) и относительной незначительности отрицания Холокоста в американской культуре 1980-х годов». Это был период, когда отрицание Холокоста находилось вне широкого общественного внимания в США, а крупные американские еврейские организации считали, что отрицателей лучше всего игнорировать.
При этом надежды Мермельштейна на повышение информированности американского общества в отношении Холокоста в результате его победы в суде оказались завышенными. Кроме одного телефильма, в котором Мермельштейна играл Леонард Нимой, это дело почти не вызвало интереса в СМИ. Рост информированности общества случился позднее — в начале 1990-х годов после информационного прорыва отрицателей в результате рекламной кампании CODOH и Брэдли Смита.
В дальнейшем ИПИ и Мермельштейн несколько раз подавали друга на друга иски о клевете с 1991 года. В одном из судебных заседаний по этим искам судья О’Нил воспользовался судейской осведомлённостью Джонсона и сравнил отрицателей Холокоста с членами Общества плоской Земли, чтобы мотивировать отказ в дискуссии о реальности или нереальности Холокоста.